# Debian Almquist shell
Debian Almquist shell (dash) és un shell d'Unix, molt més petit que bash,
 no obstant té per objectiu ser compatible amb POSIX. Requereix menys espai de disc i també té menys característiques. Falten algunes funcions, com per exemple la variable $LINENO, requerida per POSIX.
Dash és un descendent directe de la versió del Almquist Shell (ash) de NetBSD. Va ser portat a Linux per Herbert Xu a principis del 1997. Va ser reanomenat a dash el 2002.
dash, com ash, és més ràpid a l'hora d'executar scripts bash, a més depèn de menys llibreries. Es creu que és més fiable en el cas de problemes o fracassos d'actualització al disc. dash pot utilitzar-se com:
- shell a discs d'instal·lació;[Cal aclariment]
- shell de l'usuari root;[Cal aclariment]
- substitució de /bin/sh;[Cal aclariment]
- Un entorn de prova per a guions de shell per a verificar la seva compatibilitat amb la sintaxi de POSIX.